# Svenska Kärnbibeln
Svenska Kärnbibeln är ett ideellt svenskt översättningsprojekt av Bibeln. Översättningen är expanderad vilket innebär att en del ord översätts med flera svenska ord mellan bågparenteser och förklaringar läggs in direkt i texten mellan hakparenteser.

## Historik
Översättningsarbetet började år 2003 och utgår från grekiska och hebreiska grundtexten. Först översattes de texter som ingår i kyrkoåret och dessa kom ut i tryckt form i tre böcker åren 2011, 2012 och 2013. År 2017 publicerades en digital version av hela Nya Testamentet på projektets hemsida tillsammans med en integrerad Bibelatlas med alla Bibelns platser, och 2019 gavs hela Nya Testamentet ut i tryckt form.
Arbetet är till största delen utfört av huvudöversättaren Jonas Bergsten, som påbörjade arbetet 2003 och sedan 2011 ägnat sig åt det på heltid.

## Utgivet material
- Kyrkoårets texter: Svenska Kärnbibeln: En expanderad översättning. Första årgången. Örebro: Sjöbergs förlag. 2011. Libris 12684228. ISBN 978-91-86935-12-2
- Kyrkoårets texter: Svenska Kärnbibeln: En expanderad översättning. Andra årgången. Örebro: Sjöbergs förlag. 2012. Libris 13921896. ISBN 978-91-86935-37-5
- Kyrkoårets texter: Svenska Kärnbibeln: En expanderad översättning. Tredje årgången. Örebro: Sjöbergs förlag. 2013. Libris 16015161. ISBN 978-91-86935-71-9
- Nya testamentet: svenska Kärnbibeln : en expanderad översättning. Örebro: Sjöbergs Förlag. 2019. Libris bmjx40dn8d2j2rt4. ISBN 9789188927194